# Говінда IV
Говінда IV — імператор Раштракутів, молодший брат Амогаварші II. Був украй непопулярним правителем.

## Правління
Під час його правління було втрачено контроль над Каннауджем. Правителі Чалук'я завдали йому поразки, захопивши значні території. Зрештою, його ж васали, у тому числі й цар Арікесарі з Андхри, повстали проти імператора й возвели на престол Амогаваршу III. Говвінда IV мав гарні стосунки з правителями Канчі з династії Чола, з якими уклав союз після того, як повстали його васали.
Був покровителем каннадського поета Равінагабхатти.